# Belgian Open 1989
Belgian Open 1989 — жіночий тенісний турнір, що проходив на відкритих кортах з ґрунтовим покриттям у Брюсселі (Бельгія). Належав до турнірів 2-ї категорії в рамках Туру WTA 1989. Відбувсь утретє і тривав з 17 липня до 23 липня 1989 року. Друга сіяна Радка Зрубакова здобула титул в одиночному розряді.

## Фінальна частина

### Одиночний розряд
Радка Зрубакова —  Мерседес Пас 7–6(8–6), 6–4
- Для Зрубакової це був єдиний титул за сезон і 1-й — за кар'єру.

### Парний розряд
Манон Боллеграф /  Мерседес Пас —  Карін Баккум /  Сімоне Шилдер 6–1, 6–2
- Для Боллеграф це був 3-й титул за сезон і 4-й — за кар'єру. Для Пас це був 3-й титул за сезон і 15-й — за кар'єру.